# Върховенство на закона
Върховенството на правото е основен принцип в условията на демокрация, който буквално означава подчиняването на закона на всички, от постоянно пребиваващите жители и граждани до управляващите.
Отделът за върховенство на закона на ООН има три основни задачи:
- Гарантиране на координация и съгласуваност между множеството организации на ООН, които участват в дейностите в областта на върховенството на закона;
- Разработване на стратегии, насоки на политиката и насоки за цялата система от дейности на организацията за насърчаване на върховенството на закона;
- Засилване на партньорствата между ООН и други участници в областта на върховенството на закона.

Като противоположност на тираничните режими, където за правилно се приема, че владетелят е над закона, например по божествено право (илюстрация на това схвщане е твърдението на Луи XIV, „Държавата това съм аз“), управляващият в условията на демокрация служи на закона и е подчинен на него. Ако правителствените власти нарушават закона, могат да бъдат съдени за това.
Подпомагането на държавите в укрепването на тяхната върховенство на закона е сложно, но изключително важно и ползотворно начинание. Върховенството на закона влияе върху качеството на правителството, вярата в съдебните органи на държавата и следователно институционалното благополучие на населението.
Върховенството на закона е набор от отворени правила и закони, които определят това, което е позволено и това, което не е позволено. Тези закони се спазват както от гражданите на държавата, така и от нейните институции.
Широкият спектър на върховенството на закона е: „... принцип на управление, при който всички лица, институции и публичните и частните образувания, включително и самата държава, се отчитат пред законите, които са публично обнародвани, еднакво поставени в действие и важащи за всеки член на обществото, както и независимо съдебни решения, които са в съответствие с международните норми и стандарти за правата на човека.

## Връзка между суверенна държава и върховенството на закона
Съгласно член 2 от Договора за Европейския съюз върховенството на закона е една от основните ценности на ЕС. То представлява идеята, че ЕС и всички държави от ЕС се управляват от законодателство (правни кодекси и процеси), прието с установени процедури, а не с решения по лично усмотрение и за конкретни случаи.
Заедно с функциониращата демокрация и спазването на човешките права, включително правата на лицата, принадлежащи към малцинства, върховенството на закона е един от политическите критерии, на който трябва да отговарят държавите, които желаят да се присъединят към ЕС.
След като достигна до заключението, че е необходим инструмент на равнище ЕС, който да се справя със системните заплахи за върховенството на закона в държавите от ЕС, Европейската комисия прие „рамка за върховенството на закона“ през 2014 г. При нарушаване на правото на ЕС се задейства процедура по член 7 от Договора за Европейския съюз. Най-строгото наказание в случай на „сериозно и продължително“ погазване на ценностите на ЕС от страна на дадена държава от ЕС е преустановяването на нейните права за гласуване.